# Frankfurti Goethe-díj
A Frankfurti Goethe-díj (Goethepreis der Stadt Frankfurt am Main) egy rangos irodalmi díj Németországban, melyet 1927-ben alapítottak Frankfurt városában, hogy minden évben megemlékezzenek Goethe születésének (augusztus 28.) évfordulójáról. A díjat olyan szakmailag elismert embereknek szánják, akik Goethe emlékére méltóak. 1952-ben úgy döntöttek, hogy a díjat három évente fogják átadni. Az irodalmi elismerés mellé jelenleg 50 000 euró pénzdíj jár.

## Goethe-díj és Goethe-érem
A Frankfurti Goethe-díj nem azonos a Goethe Intézet díjával. A Goethe-érmet 1954-ben alapította a Goethe Intézet elnöksége, 1975 óta a Német Szövetségi Köztársaság hivatalos érdemjele. Először 1955-ben ítélték oda, azóta 58 ország 314 személyisége kapta meg. Az eddigi díjazottak között volt mások mellett Ligeti György és Kertész Imre is.

## Díjazottak
- 1927 - Stefan George,
- 1928 - Albert Schweitzer,
- 1929 - Leopold Ziegler,
- 1930 - Sigmund Freud,
- 1931 - Ricarda Huch,
- 1932 - Gerhart Hauptmann,
- 1933 - Hermann Sehr,
- 1934 - Hans Pfitzner,
- 1935 - Hermann Stegemann,
- 1936 - Georg Kolbe,
- 1937 - Erwin Guido Kolbenheyer,
- 1938 - Hans Carossa,
- 1939 - Carl Bosch,
- 1940 - Agnes Miegel,
- 1941 - Wilhelm Schäfer,
- 1942 - Richard Kuhn,
- 1945 - Max Planck,
- 1946 - Hermann Hesse,
- 1947 - Karl Jaspers,
- 1948 - Fritz von Unruh,
- 1949 - Thomas Mann,
- 1952 - Carl Zuckmayer,
- 1954 - Theodor Brugsch,
- 1955 - Annette Kolb,
- 1958 - Carl Friedrich von Weizsäcker,
- 1960 - Ernst Beutler,
- 1961 - Walter Gropius,
- 1964 - Benno Reifenberg,
- 1967 - Carlo Schmid,
- 1970 - Lukács György, (Magyarország)
- 1973 - Arno Schmidt,
- 1976 - Ingmar Bergman, (Svédország)
- 1979 - Raymond Aron, (Franciaország)
- 1982 - Ernst Jünger,
- 1985 - Golo Mann,
- 1988 - Peter Stein,
- 1991 - Wisława Szymborska, (Lengyelország)
- 1994 - Ernst Gombrich, (Egyesült Királyság)
- 1997 - Hans Zender,
- 1999 - Siegfried Lenz,
- 2002 - Marcel Reich-Ranicki,
- 2005 - Ámosz Oz, (Izrael)
- 2008 - Pina Bausch, (Németország)
- 2011 - Ali Ahmad Said (Adunis álnéven), (Szíria)
- 2014 - Peter von Matt, (Svájc)
- 2017 - Ariane Mnouchkine, (Franciaország)
- 2020 - Dževad Karahasan, (Bosznia-Hercegovina)
- 2023 - Barbara Honigmann[2]

## Lásd még
- Német irodalom
- Irodalmi díjak listája

## Külső hivatkozások
- Goethepreis (németül)